# Mancomunidad de Naciones
La Mancomunidad de Naciones (en inglés, Commonwealth of Nations), antes denominada Mancomunidad Británica de Naciones (British Commonwealth of Nations), es una organización compuesta por 56 países soberanos que, con la excepción de Togo, Gabón, Mozambique y Ruanda, comparten lazos históricos con el Reino Unido. En el pasado, Irlanda y Zimbabue también formaron parte de ella.
Su principal objetivo es la cooperación internacional en el ámbito político y económico, y desde 1950 la pertenencia a ella no implica sumisión alguna a la Corona británica, aunque se respeta la figura del monarca del Reino Unido. Con el ingreso de Mozambique, la organización ha favorecido la denominación «Mancomunidad de Naciones» para subrayar su carácter internacionalista. Sin embargo, el adjetivo «británico» se sigue utilizando con frecuencia para diferenciarla de otras mancomunidades existentes a nivel internacional.
El rey Carlos III del Reino Unido está a la cabeza de la organización, según los principios de la Mancomunidad, como «símbolo de la libre asociación de sus miembros».
En 2022, Togo (excolonia alemana y francesa) y Gabón (excolonia francesa) se unieron a la Mancomunidad convirtiéndose en los nuevos miembros sin lazos previos con el Reino Unido.
La organización tiene sus orígenes en la Conferencia Imperial de 1930, cuando el gobierno británico reconoció ciertos derechos de autodeterminación a sus colonias e inició los trabajos que culminaron con el Estatuto de Westminster en 1931, y que dieron origen a la Mancomunidad (en ese entonces consistente en un puñado de excolonias aún leales a la monarquía). Hacia el interior la administra una Secretaría General con sede en la ciudad de Londres que, en la actualidad, ocupa el indio Kamalesh Sharma. Otras organizaciones hermanas que colaboran con los esfuerzos de la Secretaría General son la Fundación de la Mancomunidad (en inglés, Commonwealth Foundation) y la Mancomunidad del Aprendizaje (en inglés, Commonwealth of Learning) con sede la primera en Londres y la última en la ciudad de Vancouver, Canadá.

## Historia

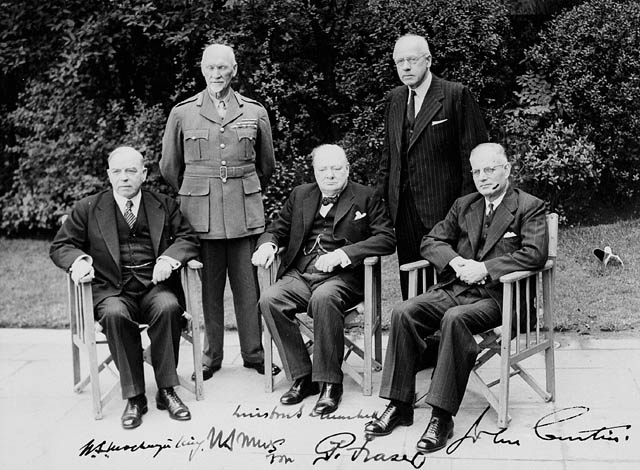
Los primeros ministros de los cinco miembros de la Mancomunidad en la conferencia de 1944. De izquierda a derecha: Mackenzie King, Jan Smuts, Winston Churchill, Peter Fraser y John Curtin.

En 1864, los representantes de las tres colonias de la Norteamérica británica comenzaron a negociar su fusión en una confederación autónoma. Los territorios (Nueva Escocia, Nuevo Brunswick y Provincia Unida de Canadá) temían una posible agresión de Estados Unidos y querían establecer sus propias fuerzas de defensa. Al mismo tiempo requerían de autonomía que permitiera el intercambio comercial con ese mismo país.
Para evitar una crisis política que derivara en algo similar a la pérdida de las Trece Colonias el siglo anterior, el Reino Unido aceptó las condiciones de sus colonos el 1 de julio de 1867 con el surgimiento de la Confederación canadiense, cuyo nuevo sistema político consistía en un Dominio mediante el cual, la confederación podía gobernarse a sí misma, en lo que se refería a su política interior, salvo que sus leyes seguirían estando sujetas a la supervisión del Parlamento del Reino Unido y un eventual veto del Monarca británico; es decir, permanecían unidas bajo la corona al Imperio británico, pero su gobierno interno estaba bajo la responsabilidad de los ciudadanos nacidos en el país. Este sistema de gobierno llevó a la independencia parcial de otras colonias británicas: Australia (1901), Nueva Zelanda (1907), Terranova (1907), Sudáfrica (1910) y el Estado Libre de Irlanda (1922).
En 1884, durante su visita a Australia, el primer ministro Archibald Primrose describió el cambio del Imperio británico, ya que alguna de sus colonias se hicieron más independientes, como una «comunidad de naciones». Periódicamente se produjeron conferencias de primeros ministros británicos y coloniales desde principios de 1887 y dieron lugar a la creación de las Conferencias Imperiales en 1911.
La Mancomunidad se desarrolló a partir de las Conferencias Imperiales. Jan Smuts presentó una propuesta concreta en 1917 cuando acuñó el término «la Mancomunidad Británica de Naciones» y previó las «relaciones y los reajustes constitucionales futuros en esencia» en la importante Conferencia de Paz de 1919, a la que también asistieron delegados de los dominios y Reino Unido. El término recibió el reconocimiento imperial legal por primera vez en el Tratado Anglo-Irlandés de 1921, cuando el término «Mancomunidad Británica de Naciones» (en inglés, British Commonwealth of Nations) sustituyó a «Imperio británico» en la redacción del juramento que toman los miembros del Parlamento del Estado Libre de Irlanda.

### Dominios
En la Declaración Balfour en la Conferencia Imperial 1926, se estableció que Reino Unido y sus dominios eran «iguales en estatus, en modo alguno subordinado a otro en cualquier aspecto de sus asuntos internos o externos, aunque unidos por la lealtad común a la Corona, y libremente asociados como miembros de la Mancomunidad Británica de Naciones». Estos aspectos de la relación se formalizaron por el Estatuto de Westminster en 1931, que se aplica a Canadá sin necesidad de ratificación, pero Australia, Nueva Zelanda y Terranova tuvieron que ratificarlo para que entrara en vigor. Terranova nunca lo hizo, ya que el 16 de febrero de 1934, con el consentimiento de su parlamento, el gobierno de Terranova terminó voluntariamente y su gobierno pasó al control directo de Londres. Terranova más tarde se unió a Canadá como su décima provincia en 1949. Australia y Nueva Zelanda ratificaron el Estatuto en 1942 y 1947, respectivamente.
Después de la Segunda Guerra Mundial, el Imperio británico fue desmantelado poco a poco, salvo los catorce territorios de ultramar británicos aún en poder del Reino Unido. En abril de 1949, a raíz de la Declaración de Londres, la palabra "británico" se eliminó del título de la Mancomunidad para reflejar su naturaleza cambiante. Birmania (también conocida como Myanmar, 1948) y Aden (1967) son los únicos estados que eran colonias británicas en el momento de la guerra que no se unieron a la Mancomunidad después de la independencia.
Los antiguos protectorados británicos y mandatos que no se convirtieron en miembros de la Mancomunidad son Egipto (independiente en 1922), Irak (1932), Transjordania (1946), la Palestina británica (parte de la cual se convirtió en el estado de Israel en 1948), Sudán (1956), Somalilandia Británica (que se había unido a la antigua Somalia italiana en 1960 para formar Somalia), Kuwait (1961), Baréin (1971), Omán (1971), Catar (1971), y los Emiratos Árabes Unidos (1971).

### Repúblicas
Irlanda abandonó la Mancomunidad el 18 de abril de 1949 dando vigencia a la Ley de la República de Irlanda de 1948, que había entrado en vigor el mismo día, y a la ley británica sobre Irlanda de 1949 con efecto retroactivo. Irlanda, de hecho, no había participado activamente en la Mancomunidad desde principios de la década de 1930 y finalmente la abandonó. Otros dominios, sin embargo, deseaban convertirse en repúblicas sin cortar sus lazos con Reino Unido. El asunto se trató en abril de 1949 en una reunión de primeros ministros de la Mancomunidad en Londres. Bajo la Declaración de Londres, aceptada por la India, cuando se convirtió en una república en enero de 1950, accedió a aceptar al soberano británico como un "símbolo de la libre asociación de sus naciones miembros independientes y como tal, el Jefe de la Mancomunidad". Al oír esto, el rey Jorge VI dijo al político indio Krishna Menon : "Así que me he convertido 'en mí mismo' ". 
Los demás países de la Mancomunidad reconocieron la afiliación continua de la India a la asociación. Ante la insistencia de Pakistán, la India no fue considerada como un caso excepcional y se asumió que los otros Estados recibirían el mismo trato que la India.
Comúnmente se ve a la Declaración de Londres como iniciadora de la Mancomunidad moderna. Siguiendo el precedente de la India, otras naciones se convirtieron en repúblicas o en monarquías constitucionales con sus propios monarcas, mientras que algunos países adoptaron el mismo monarca del Reino Unido; pero sus monarquías se desarrollarían de manera diferente y pronto se convirtieron en independientes de la monarquía británica en su totalidad. Se considera al monarca como una entidad independiente de la entidad jurídica de cada ámbito, a pesar de que la misma persona es monarca de cada reino.

### Nueva Mancomunidad
Debido al crecimiento de la Mancomunidad, el Reino Unido y los dominios previos a 1945 llegaron a conocerse, aunque de forma informal, como la Antigua Mancomunidad. Los planificadores en el período de "entreguerras", como Lord Davies, que también había tenido "un papel importante en la construcción de la Sociedad de las Naciones" en los Estados Unidos, en 1932 fundaron la Sociedad de la Nueva Mancomunidad, con Winston Churchill como su presidente. Esta nueva sociedad tenía por objeto la creación de una fuerza aérea internacional para ser el brazo de la Liga de las Naciones, para permitir el desarme de las naciones y salvaguardar la paz.
El término Nueva Mancomunidad se ha utilizado en Reino Unido (sobre todo en los años 1960 y 1970) para referirse a los países recientemente descolonizados, predominantemente no blancos y en vías de desarrollo. Se utiliza a menudo en los debates sobre la inmigración de estos países. Reino Unido y los dominios anteriores a 1945 se conocieron informalmente como la Vieja Mancomunidad o, más específicamente, como la «Mancomunidad blanca», en referencia a lo que se conocía como los Dominios Blancos.

## Estructura

### Jefe de la Mancomunidad

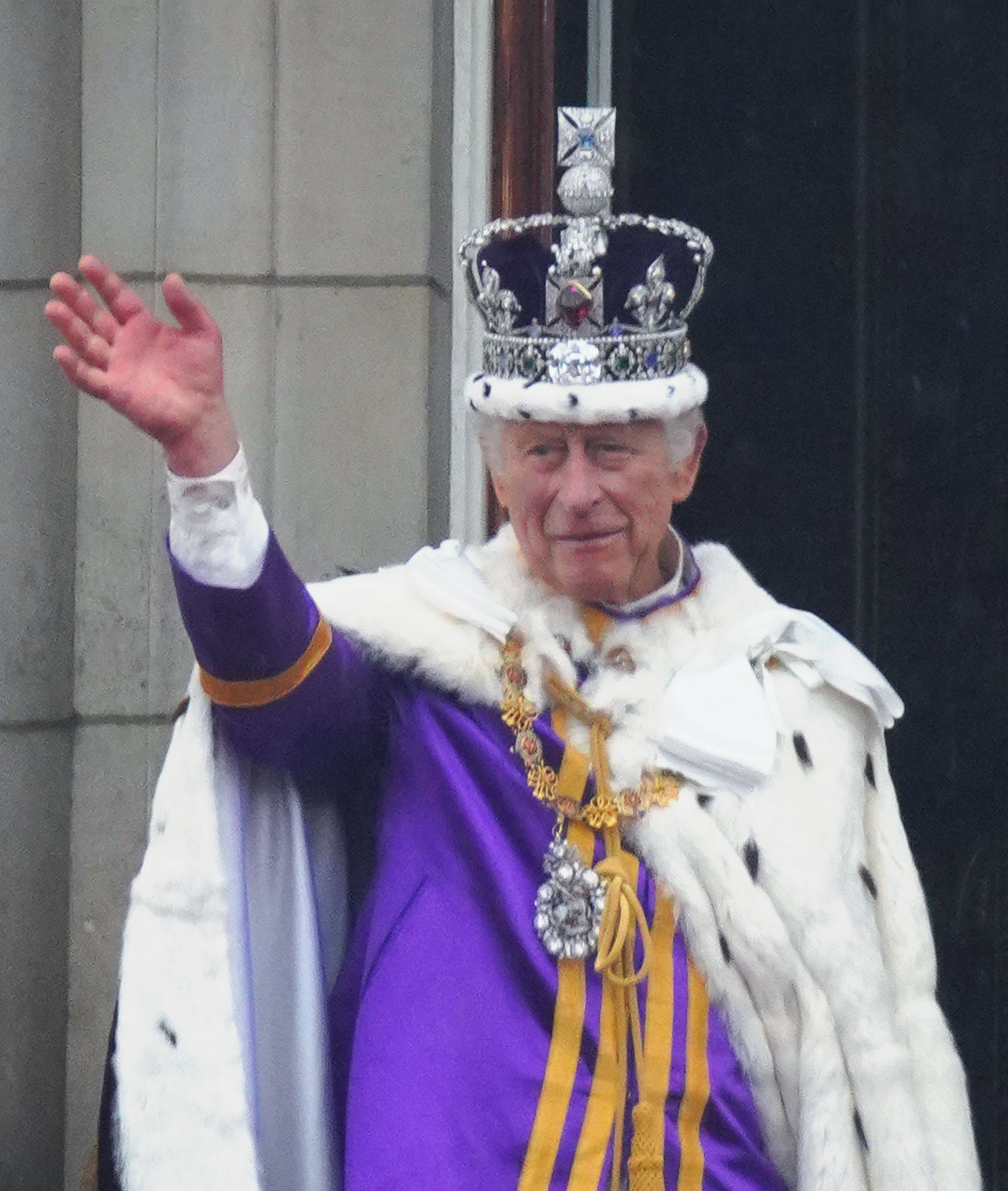
Rey Carlos III, jefe de la Mancomunidad.

Según la fórmula de la Declaración de Londres, el rey Carlos III es el jefe de la Mancomunidad, título que por ley forma parte de los títulos reales de este en cada uno de los reinos de la Mancomunidad, los quince miembros de la Mancomunidad que lo reconocen como su monarca. Cuando el monarca muere, el sucesor de la corona no se convierte automáticamente en el nuevo jefe de la Mancomunidad. Sin embargo, en su reunión de abril de 2018, los líderes de la Mancomunidad acordaron que el por entonces príncipe Carlos sucedería a su madre como jefe. El cargo es simbólico y representa la libre asociación de miembros independientes, la mayoría de los cuales (36) son repúblicas y cinco tienen monarcas de diferentes casas reales (Brunéi, Suazilandia, Lesoto, Malasia y Tonga).

### Reunión de jefes de Gobierno de la Mancomunidad
El principal foro de toma de decisiones de la organización es la Reunión bienal de Jefes de Gobierno de la Mancomunidad (CHOGM por sus siglas en inglés), donde los jefes de Gobierno de la Mancomunidad, incluidos (entre otros) primeros ministros y presidentes, se reúnen durante varios días para discutir asuntos de interés mutuo. El CHOGM es el sucesor de las Reuniones de Primeros Ministros del Mancomunidad y, anteriormente, de las Conferencias Imperiales y de las Conferencias Coloniales, que se remontan a 1887. También hay reuniones periódicas de ministros de finanzas, de ministros de derecho, de ministros de salud, etc. miembros antes que ellos, no están invitados a enviar representantes a reuniones ministeriales o CHOGM.
El jefe de Gobierno que organiza el CHOGM se denomina presidente en ejercicio (CIO) y conserva el cargo hasta el siguiente CHOGM. Desde el CHOGM más reciente, en el Reino Unido en 2018, el presidente en ejercicio ha sido el primer ministro del Reino Unido.
El próximo (26.º) CHOGM debía celebrarse en Kigali, Ruanda, en junio de 2020. Debido a la pandemia de COVID-19, se reprogramó para que se celebrara allí en la semana del 21 de junio de 2021; pero, debido a que la pandemia ha continuado, la reunión se ha pospuesto indefinidamente. Cuando tenga lugar, irá acompañado de reuniones de un Foro de la Juventud de la Mancomunidad, un Foro de Mujeres de la Mancomunidad y un Foro del Pueblo de la Mancomunidad.

### Secretaría de la Mancomunidad

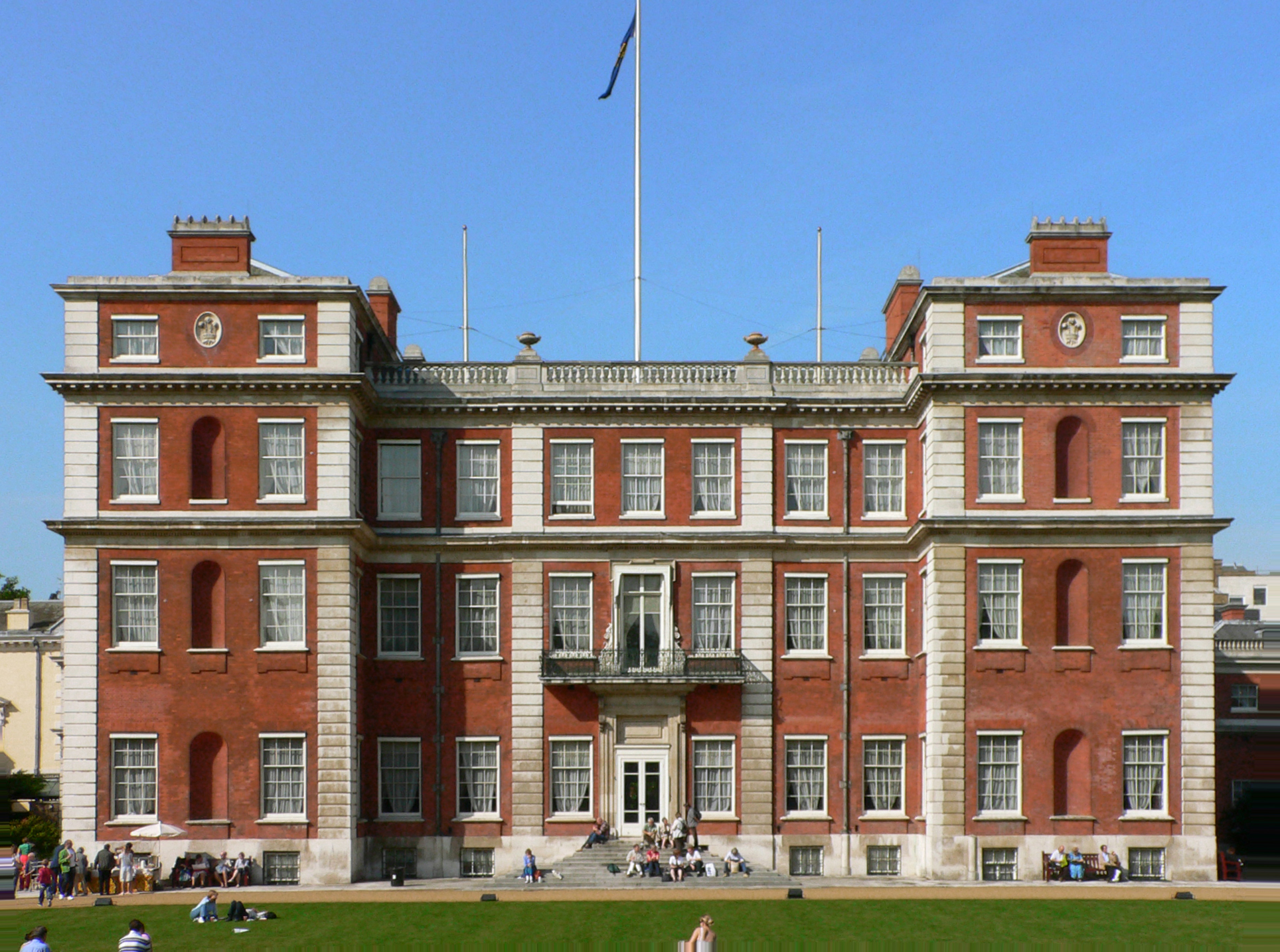
Marlborough House, Londres, sede de la secretaría de la Mancomunidad, su principal institución intergubernamental.

La Secretaría de la Mancomunidad, creada en 1965, es la principal agencia intergubernamental de la Mancomunidad, que facilita las consultas y la cooperación entre los gobiernos y países miembros. Es responsable ante los gobiernos miembros colectivamente. La Mancomunidad de Naciones está representada en la Asamblea General de las Naciones Unidas por la secretaría en calidad de observador. La secretaría organiza cumbres de la Mancomunidad, reuniones de ministros, reuniones consultivas y debates técnicos; ayuda al desarrollo de políticas y brinda asesoramiento sobre políticas, y facilita la comunicación multilateral entre los gobiernos miembros. También proporciona asistencia técnica para ayudar a los gobiernos en el desarrollo social y económico de sus países y en apoyo de los valores políticos fundamentales de la Mancomunidad.
La secretaría está dirigida por el secretario general de la Mancomunidad, quien es elegido por los jefes de Gobierno de la Mancomunidad por no más de dos mandatos de cuatro años. El secretario general y dos subsecretarios generales dirigen las divisiones de la Secretaría. La actual secretaria general es Patricia Scotland, baronesa Escocia de Asthal, de Dominica, que asumió el cargo el 1 de abril de 2016, sucediendo a Kamalesh Sharma de India (2008-2016). El primer secretario general fue Arnold Smith de Canadá (1965-1975), seguido por Sir Shridath Ramphal de Guyana (1975-1990), Jefe Emeka Anyaoku de Nigeria (1990–99) y Don McKinnon de Nueva Zelanda (2000–2008).

## Actualidad
El ingreso de Mozambique en el año 1995 desencadenó una polémica a nivel internacional, pues la antigua colonia portuguesa en África no tenía nexo alguno con la comunidad británica y la maniobra fue calificada como una suerte de neoimperialismo cultural y económico en una región afligida por la pobreza. La secretaría general de la organización justificó el hecho con la aparente cooperación de Mozambique en la cruzada de la Mancomunidad contra el racismo en África, particularmente en Sudáfrica y Zimbabue. Para evitar situaciones similares, a partir de la Cumbre de Edimburgo en 1997 la organización limitó la incorporación solo a aquellas naciones que posean algún vínculo constitucional con las naciones de la Mancomunidad y se comprometan a respetar las normas y convenciones existentes en la misma. Sin embargo, en noviembre de 2009 se repitió la situación con Ruanda, antiguo protectorado alemán y luego mandato belga y por lo tanto sin relación alguna con la comunidad británica, al ser aceptado como miembro 54 de la Mancomunidad en la LXI reunión celebrada en Puerto España, capital de Trinidad y Tobago.
Actualmente, la Mancomunidad carece de constitución pero sus miembros se comprometen voluntariamente a cumplir con la Declaración de Principios de la Mancomunidad firmada en Singapur en 1971 y ratificada en la Declaración de Harare de 1991. En términos generales la Declaración reconoce la importancia de la democracia y el buen gobierno, el respeto a los derechos humanos, la igualdad entre el hombre y la mujer, el respeto a las leyes y el desarrollo socioeconómico sostenible. La financiación de la organización proviene de los gobiernos que participan con una cuota calculada a partir del producto nacional bruto y el tamaño de la población de cada país.
Como dato anecdótico, una característica de los países de la Mancomunidad es que generalmente su sentido de circulación es por la izquierda, diferenciándose de los otros países donde es por la derecha. Las excepciones son Belice, Canadá, Gambia, Ghana, Nigeria y Sierra Leona, ya que, a pesar de ser antiguas colonias británicas y ser miembros de la Mancomunidad, establecieron su sentido de circulación por la derecha a fin de estar en línea con sus vecinos. Otro caso similar es el de Ruanda, donde al igual que en los países anteriormente mencionados, se conduce por la derecha, pero esto se debe a que Ruanda fue colonia belga en el pasado y no británica. También ocurre un caso similar con Camerún, en África, y Vanuatu, en Oceanía, que a pesar de ser miembros de la Mancomunidad de Naciones, tienen el sentido de circulación por la derecha, debido a la influencia francesa durante el pasado colonial de ambos países.
Otra característica de los países de la Mancomunidad es que las misiones diplomáticas de cada país en los otros son llamadas altas comisiones en vez de embajadas, cuyos jefes son llamados altos comisionados en vez de embajadores.

## Países miembros

Mapa de la Mancomunidad de Naciones. Los países miembros aparecen resaltados en azul.

La Mancomunidad de Naciones tiene una presencia importante en los cinco continentes. Los 56 países miembros forman una comunidad que abarca unos 31 millones de kilómetros cuadrados y casi dos mil quinientos millones de personas, casi la tercera parte de la población mundial. 

### Criterios
Los Estados miembros deben cumplir una serie de requisitos expuestos en la Declaración de Harare (1991): 
- Apoyar paz y el orden internacional el desarrollo económico mundial y el imperio del derecho internacional son esenciales para la seguridad y la prosperidad de la humanidad.
- Creer en la libertad del individuo ante la ley, en la igualdad de derechos para todos los ciudadanos independientemente de su género, raza, color, credo o creencia política, y en el derecho inalienable del individuo a participar mediante procesos políticos libres y democráticos en la elaboración de la sociedad en la que vive.
- Reconocer el prejuicio y la intolerancia raciales como una enfermedad peligrosa y una amenaza para el desarrollo saludable, y la discriminación racial como un mal absoluto.
- Oponerse a todas las formas de opresión racial y estamos comprometidos con los principios de la dignidad humana y la igualdad.
- Reconocer la importancia y la urgencia del desarrollo económico y social para satisfacer las necesidades y aspiraciones básicas de la gran mayoría de los pueblos del mundo, y buscamos la eliminación progresiva de las grandes disparidades en los niveles de vida entre nuestros miembros.

Con la inclusión de países sin pasado colonial o relación cultural (Mozambique en 1995) con el Reino Unido se incluyeron nuevos requisitos con la Declaración de Edimburgo (1995):
- Aceptar y cumplir los principios de Harare.
- Ser estados soberanos totalmente independientes.
- Reconocer al monarca del Reino Unido (actualmente Carlos III) como jefe de la Mancomunidad.
- Aceptar el idioma inglés como medio de comunicación de la Mancomunidad.
- Respetar los deseos de la población en general con respecto a la membresía de la Mancomunidad.

### Evolución
Desde la creación de la Mancomunidad de Naciones por el Reino Unido, los primeros miembros fueron los dominios que habían adquirido la autonomía desde finales del siglo XIX y principios del siglo XX, cuya relación fue confirmada por el Estatuto de Westminster (1931). Estas naciones fueron Nueva Zelanda, Australia, Sudáfrica y Canadá. Tras la Segunda Guerra Mundial (1939-1945) comienza el proceso descolonizador que afectó a las colonias británicas de Asia (India británica) y que supuso el ingreso de tres naciones resultantes de la descomposición de la India británica: India, Pakistán y Ceilán (Sri Lanka). En 1957 se añadieron Ghana, primera colonia del África subsahariana en independizarse, y Malasia. 
En los años 60 se entra en el periodo de plenitud del proceso descolonizador incluyéndose las colonias de África, Asia y Europa. Así, entraron un total de veinte estados incluyendo a Nigeria, Kenia, Uganda, Jamaica, Barbados, Singapur o Chipre entre otras. En los años 70 y 80 se concluyó el proceso descolonizador británico e ingresaron veintiún naciones de todos los continentes salvo Europa, incluidas Papúa Nueva Guinea, Bangladés, Santa Lucía o Brunéi. El último proceso de ampliación incluyó estados que no habían sido colonias británicas (salvo Camerún en su parte oriental) como Namibia (1990), Ruanda (2009), Togo y Gabón (2022).
- 1926-1945: Reino Unido • Australia • Nueva Zelanda • Sudáfrica • Canadá.
- 1945-1949: India • Pakistán • Sri Lanka.
- 1949-1959: Ghana • Malasia.
- 1959-1969: Nigeria • Chipre • Sierra Leona • Jamaica • Trinidad y Tobago • Uganda • Kenia • Malaui • Malta • Tanzania • Zambia • Gambia • Barbados • Botsuana • Guyana • Lesoto • Singapur • Mauricio • Nauru • Suazilandia.
- 1969-1979: Fiyi • Samoa • Tonga • Bahamas • Bangladés • Granada • Papúa Nueva Guinea • Seychelles • Dominica • Islas Salomón • Tuvalu • Kiribati • San Vicente y las Granadinas • Santa Lucía.
- 1979-1989 Vanuatu • Antigua y Barbuda • Belice • Maldivas • San Cristóbal y Nieves • Brunéi.
- 1989 hasta la actualidad: Namibia • Camerún • Mozambique • Ruanda.

### Sanciones
A lo largo de su existencia, la Mancomunidad de Naciones ha llevado a cabo procesos de suspensión de alguno de sus miembros por incumplimiento de estos principios o la retirada voluntaria de los miembros. No obstante, estas naciones han regresado al seno de la organización salvo Irlanda y Zimbabue que la abandonaron definitivamente en 1949 y 2003 respectivamente: 
| Países    | Suspendido               | Retirado temporalmente | Retirado definitivamente |
| --------- | ------------------------ | ---------------------- | ------------------------ |
| Nigeria   | (1995-1999)              |                        |                          |
| Pakistán  | (1999-2004); (2007-2008) | (1972-1997)            |                          |
| Zimbabue  | (2002-2003)              |                        | desde 2003               |
| Sudáfrica |                          | (1961-1994)            |                          |
| Fiyi      | (2000-2001); (2006-2014) | (1987-1997)            |                          |
| Gambia    |                          | (2013-2018)            |                          |
| Maldivas  |                          | (2016-2020)            |                          |
| Irlanda   |                          |                        | desde 1949               |

### Formas de gobierno
El rey Carlos III del Reino Unido es el jefe de la Mancomunidad de Naciones pero también es el jefe de Estado de algunos estados que pertenecen a la Mancomunidad de Naciones, los conocidos como monarquías de la Mancomunidad. En estos Estados el monarca está representado por un gobernador general del país correspondiente. No obstante, dentro de la Mancomunidad de Naciones existen también monarquías independientes y repúblicas: 
| Forma de gobierno                | América | Europa      | África | Asia                              | Oceanía                                                         |
| -------------------------------- | --- | ----------- | --- | --------------------------------- | --------------------------------------------------------------- |
| Monarquías de la Mancomunidad    | Antigua y Barbuda Bahamas Belice Canadá Granada Jamaica San Cristóbal y Nieves San Vicente y las Granadinas Santa Lucía | Reino Unido | - | -                                 | Australia Nueva Zelanda Papúa Nueva Guinea Islas Salomón Tuvalu |
| Monarquías independientes        | - | -           | Lesoto Suazilandia                                                                                           | Brunéi Malasia                    | Tonga                                                           |
| Repúblicas parlamentarias        | Barbados Dominica Trinidad y Tobago                                                                                     | Malta       | Mauricio Sudáfrica                                                                                           | Bangladés India Pakistán Singapur | Fiyi Kiribati Nauru Samoa Vanuatu                               |
| Repúblicas presidencialistas     | - | Chipre      | Botsuana Camerún Gabón Gambia Ghana Kenia Malaui Nigeria Seychelles Sierra Leona Tanzania Togo Uganda Zambia | Maldivas                          | -                                                               |
| Repúblicas semipresidencialistas | Guyana | -           | Mozambique Namibia Ruanda                                                                                    | Sri Lanka                         | -                                                               |

### Cambios de régimen
Entre los Estados de la Mancomunidad de Naciones se produjeron algunos cambios de gobierno que, en su mayoría, afectaron a la figura de la reina Isabel II en la jefatura del Estado. Así, de los dieciséis cambios en la forma de gobierno dentro de los miembros, quince corresponden al paso de una monarquía parlamentaria (o dominio en época postcolonial) a una república. El último fue el de Barbados en el año 2021.
De monarquías a repúblicas (año de cambio)
- Unión de la India (1950).
- Federación de Pakistán (1956).
- Unión Sudafricana (1961).
- Federación de Nigeria (1963)
- Uganda (1963).
- Dominio de Kenia (1964).
- Gambia (1970).
- Sierra Leona (1971).
- Dominio de Ceilán (1972).
- Estado de Malta (1974).
- Trinidad y Tobago (1976).
- Fiyi (1987).
- Mauricio (1992).
- Barbados (2021).

Transformaciones
- Singapur en 1965 abandonó la Federación Malaya y en 1966 se incorporó a la Mancomunidad.
- La Federación Malaya en 1963 se transformó en Malasia manteniendo su membresía desde 1957.

### Miembros especiales
Era una figura por la que un país era considerado un miembro especial cuya participación estaba limitada en determinadas funciones. Originalmente, era un estatus que ostentaban unos pocos países recién incorporados, cuya participación estaba condicionada por sus limitados propios recursos financieros. Más recientemente, el nombre se ha cambiado a miembro pendiente de pagos.
Entre las características de estos miembros especiales estarían, en primer lugar, que no están obligados a realizar pagos a la Mancomunidad, pueden asistir a la mayoría de las funciones y órganos de la Mancomunidad de Naciones, pero no están invitados a asistir a las reuniones de jefes de Gobierno del Mancomunidad de Naciones. Aunque están limitados en estos aspectos, todavía se les considera miembros de la Mancomunidad de Naciones.
El estatus fue creado especialmente para Nauru, que tenía una población y un área excepcionalmente pequeñas. A Nauru le siguió otro estado soberano del Pacífico, Tuvalu, y luego el país caribeño de San Vicente y las Granadinas y, el país asiático de Maldivas. Estos ganaron progresivamente la membresía de pleno derecho. Sin embargo, Nauru se retrasó en sus pagos de suscripción y volvió a ser miembro especial en julio de 2005. Finalmente, Nauru pasó a ser miembro de pleno derecho de nuevo en junio de 2011.
- Nauru entre 1968 y 1999, y nuevamente entre 2005 y 2011.
- Tuvalu entre 1978 y 2000.
- San Vicente y las Granadinas entre 1979 y 1985.
- Maldivas entre 1982 y 1985.